# Экк, Иоганн Фридрих
Иоганн Фридрих Экк (нем. Johann Friedrich Eck, в некоторых источниках Фридрих Иоганнес Герхард Экк, нем. Friedrich Johannes Gerhard Eck; 25 мая 1767, Шветцинген — 22 февраля 1838, Париж) — немецкий скрипач и композитор. Брат Франца Экка.
Сын валторниста Георга Экка. Учился игре на скрипке в Мангейме у Кристиана Даннера, с 11-летнего возраста привлекался как дополнительный исполнитель для концертов придворного оркестра, однако уже в 1778 году уехал в Мюнхен, где играл на скрипке в Баварской придворной капелле и изучал композицию под руководством Петера Винтера. Специалистами также обсуждалась возможность того, что в 1785 г. Экк учился в Париже у Джованни Баттисты Виотти; в пользу этого может говорить посвящение Виотти двух первых опубликованных Экком скрипичных концертов (1790), однако документально подтверждены парижские выступления Экка в 1782 и 1789 гг., но не в 1785 г., когда он мог бы брать уроки у Виотти.
С 1788 г. концертмейстер придворной капеллы, дирижировал оперными спектаклями. В 1800 г. выступил с концертами в Берлине. В том же году бежал из Мюнхена с графиней Марией Йозефой фон дер Валь, в связи с чем был уволен со службы; на следующий год вступил с нею в брак — первая жена Экка к тому времени умерла, а графиня развелась со своим первым мужем, графом Йозефом Матиасом Альбертом фон Тауфкирхеном (1752—1843). Ввиду наличия у графини изрядного состояния Экк полностью оставил музыкальную карьеру и провёл оставшуюся жизнь в имении в Нанси.
Экк считался одним из ведущих скрипачей Германии, уступавшим, возможно, только Иоганну Петеру Саломону. Ему принадлежат по меньшей мере шесть скрипичных концертов и другие пьесы для своего инструмента.
Экка, как и его отца, с 1780 г. связывали дружеские отношения с Вольфгангом Амадеем Моцартом. Весной 1786 г. Моцарт, Экк и певица Йозефа Душек выступили с совместным концертом в Вене. Иоганн Рохлиц сообщал, что Моцарт восхищался исполнительской манерой Экка, присущим ему тоном и владением смычка. Сочинение, которое было в 1799 году опубликовано Иоганном Андре как Шестой скрипичный концерт Моцарта, уже в следующем году, на основании воспоминаний Франца Антона Эрнста, было связано с именем Экка: долгое время считалось, что Экк каким-то образом обработал для этого концерта некий исходный музыкальный материал, созданный Моцартом, и наконец в 1978 г. Вальтер Леберман на основании сопоставительного анализа с опубликованными Экком собственными сочинениями пришёл к выводу о безоговорочной принадлежности концерта Экку.